# Antonio Savoldi
Antonio Savoldi (Nembro, 25 febbraio 1889 – Milano, 27 ottobre 1977) è stato un imprenditore e editore italiano.

## Biografia
Attivo come industriale cartotecnico fra il 1912 e il 1938 è ricordato per aver concepito l'idea della pubblicazione della Grande Enciclopedia Italiana, progetto che passerà poi a Giovanni Treccani degli Alfieri.

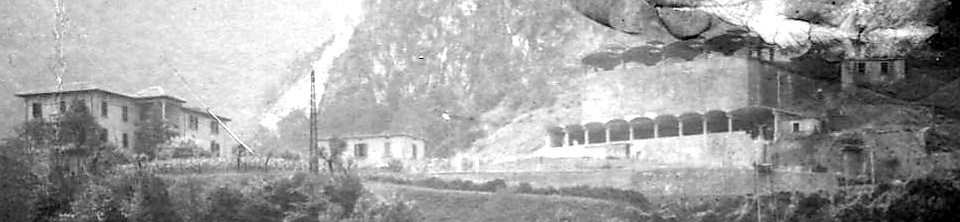
Sede di Sedrina delle Fornaci Savoldi, primi del XX sec.

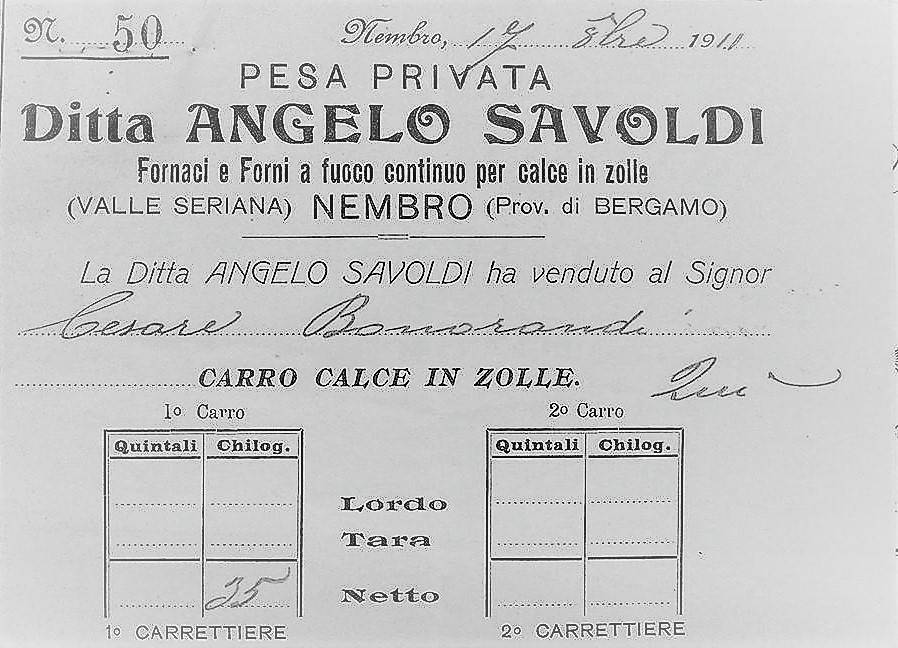
Documento inerente alle Fornaci Savoldi, sede di Nembro, primi del XX sec.

Nato a Nembro in provincia di Bergamo, figlio del pittore Luigi (fratello di Nicola) e di Caterina Né, in un'antica famiglia — dedita per generazioni al commercio di foraggi, legnami e all'industria di fornaci laterizie citate per ritrovamenti preistorici nel 1899 — fonda nel 1922 a Bergamo, in via Vittore Ghislandi, la Società Anonima Antonio Savoldi, stabilimento industriale con cui intraprende la pubblicazione della Rivista di Bergamo, pubblicando poi diverse opere sulla storia bergamasca firmate da autori come Luigi Angelini, Giuseppe Locatelli-Milesi, Angelo Pinetti nonché artisti come lo scultore Nino Galizzi.
Pubblica anche la rivista sociale della Società Atalanta e Bergamasca nei primi anni venti.
Nel 1925, dopo aver incaricato al progetto della Grande Enciclopedia figure come Giuseppe Lombardo Radice, Giuseppe Chiovenda e Giovanni Gentile, Savoldi trasferisce il materiale già pronto e i suoi contatti a Treccani, con il cui nome sarebbe divenuta poi celebre la Grande Enciclopedia Italiana.
Un'impresa di tale genere richiede coraggio, per superare le difficoltà, non lievi, riguardo alla redazione e alla stampa dell'opera, e per affrontare il rischio nell'impiego, con interesse minimo o nullo e a lunga scadenza, del grosso capitale occorrente per sopperire alle colossali spese: e questo coraggio dimostra di possederlo il Sig. Antonio Savoldi, che quale editore, si è proposto di finanziare l'Enciclopedia e di allestire apposito Stabilimento tipografico in Bergamo — ormai quasi ultimato — con materiali tipografici espressamente fusi, in guisa che l'Enciclopedia abbia a riuscire, non solo opera elaborata dal lato della composizione, ma appaia in veste nitida ed elegante. Dal pieghevole diffuso nel 1925 dal titolo Programma per una Grande Enciclopedia Italiana.

## Catalogo delle pubblicazioni
| Autore                                | Titolo | Anno                       |
| ------------------------------------- | --- | -------------------------- |
| AA.VV.                                | Società Italiana e Società Anonima Fabbriche Riunite Cemento e Calce Bergamo (Italia) – Fondazione anno 1864 – Capitale 50000 lire Certificati di prove eseguiti in Laboratori autorizzati, su campioni di Cemento prodotti nelle diverse Officine della Società, prelevati in contraddittorio nei Cantieri di Lavoro | 1923 ca.                   |
| Aichelburg, Errardo di                | Medaglie d'oro | 1926                       |
|                                       | (L')alta valle Brembana: in occasione del prolungamento della ferrovia elettrica da San Giovanni Bianco a Piazza Brembana | 1926                       |
| Angelini, Luigi                       | La formazione del nuovo museo della chiesa basilicale di Gandino | 1924                       |
| Angelini, Luigi - Suardo, Ernesto     | L'architetto Marcello Piacentini | 1924                       |
|                                       | Associazione nazionale madri, vedove e famiglie dei caduti e dispersi in guerra, Sezione di Bergamo: Inaugurandosi il Parco della rimembranza: in memoriam | 1927                       |
| Bazardjian, Raphaël                   | Federico Nietzsche, il Gran ciarlatano: Inversione intellettuale. Versione dal Tedesco di Adriano Gimorri | 1921                       |
| Benassi, Giuseppe                     | Malattie infettive epidemiche ed ospedali d'isolamento | 1924                       |
| Calvi, Santino                        | Giuliano Donati Petténi | s.d.                       |
| Cammarata, Antonio                    | L'organizzazione della lotta antitubercolare e di alcuni sanatori popolari della Francia | 1924                       |
| Campani, Arturo – Bergolli, Francesco | Il gruppo delle febbri tifoidi studiato nella etiologia, profilassi, clinica e terapia | 1926                       |
| Cazzamalli, Ferdinando                | La tabe dorsale alla luce delle moderne conoscenze | 1926                       |
| Ciampolini, Carlo                     | L'idea politica di Dante nel De Monarchia | 1922                       |
| Colleoni, Felice                      | Alberico da Rosciate e le sue ambascerie | 1937?, probabilmente: 1927 |
|                                       | Comitato provinciale bergamasco pro danneggiati dal disastro del Gleno: Relazione generale | 1925                       |
| Costa, Gastone                        | Samaritana della Scala: dramma lirico in tre atti di Gastone Costa; musica di Vincenzo Gusmini | 19?                        |
|                                       | Curiosità storiche di Cenate. Prefazione di Lorenzo Dentella | 1926                       |
| De Francesco, Gennaro                 | Coeducazione e biologia: seguito ai Prolegomini | 1924                       |
| Di Poggio, Enrico                     | Appunti di endocrinologia: ghiandole a secrezione interna | 1923                       |
| Di Poggio, Enrico                     | Appunti di organoterapia | 1923                       |
| Di Poggio, Enrico                     | Patologia del simpatico: appunti | 1925                       |
| Donati Petténi, Giuliano              | A. Manzoni e uno storico bergamasco del 600 | 1926                       |
| Donati Petténi, Giuliano              | Il diario di Attilio Calvi | s.d.                       |
| Donati Petténi, Giuliano              | Ricordando Cesare Battisti | s.d.                       |
|                                       | (L')emigrante: bollettino quindicinale delle vicarie di Almenno S. S., Rota Fuori, Brembilla, Sotto Chiesa, Nembro | 1914                       |
| Fratus, Francesco                     | Primo libro d'igiene: sussidiario e di lettura per gli alunni delle scuole elementari | 1922                       |
| Fratus, Francesco                     | Colonie bagni di sole: riassunto della conferenza tenuta alla "Associaz. pedagogica A. Cavezzali", Bergamo | 1922                       |
| Fratus, Francesco                     | Primo libro d'igiene: sussidiario e di lettura per gli alunni delle scuole elementari | 1922                       |
| Gasdìa, Vincenzo Eduardo              | Sant'Alessandro della Croce, ossia la parrocchia dei Tasso in Bergamo | 1924                       |
| Gini, Corrado                         | Problemi d'economia politica visti da uno statistico | 1924                       |
| Gennari, Luciano                      | La donna ignota: novelle | 1921                       |
| Gennari, Luciano                      | Ritratto di un poeta: Antonio Fogazzaro | 1921                       |
| Gervasoni, Gianni                     | Una supposta scoperta dei libri di Tito Livio sullo scorcio del XVIII secolo | 1925                       |
| Gervasoni, Gianni                     | Storia di una canzone | 1924                       |
| Gioseffi, M.                          | Il gruppo delle febbri tifoidi: studiato nella etiologia, profilassi, clinica e terapia | 1925                       |
|                                       | (La) guida della Brianza | 1924                       |
| Groppali, Alessandro                  | Istituzione di scienza generale del diritto | 1921                       |
| Invernizzi, Giuseppe                  | Storia e vicende dell'Ospedale di S. Marco in Bergamo | 1927                       |
|                                       | Italia: Ministero delle comunicazioni: Ferrovie dello Stato. Verbale della conferenza per gli orari estivi (1928) delle comunicazioni interessanti la regione dei laghi dell'alta Italia: Milano 12, 13, 14 gennaio 1928                                                                                              | 1928                       |
|                                       | Ivania: Dramma lirico in un prologo e tre atti, adattamento di Antonio Lega (dal tedesco); musica di Emilio Pizzi | 1926                       |
| Locatelli-Milesi, Giuseppe            | La rocca di Bergamo nella storia del Risorgimento italiano | 1927                       |
| Mai, Antonio                          | Prima semente: nuovo corso di lingua italiana. Volume 1 per la 1ª classe del ginnasio | 1921                       |
| Mangili, Enrico                       | P. Tosino: Arlecchino gloria della Val Brembana? | 1927                       |
| Marchetti, Ernesto                    | I serbatoi o laghi artificiali negli impianti idroelettrici: conferenza tenuta da Ernesto Marchetti al collegio dei geometri di Valsesia, addì 13 maggio 1926 | 1927                       |
| Mazzella, Giovanni                    | Casa mia: liriche; copertina e disegni di F. P. Mendella | 1927                       |
|                                       | Memorie storiche del 78º Reggimento Fanteria (Lupi di Toscana) | 1925                       |
|                                       | Mostra personale del pittore Ruggero Focardi | 1927                       |
|                                       | La nuova Italia sanitaria: annuario dei sanitari del regno e colonie e delle industrie sanitarie: 1927, Milano: Ufficio di propaganda medica; Bergamo: A. Savoldi | 1927                       |
|                                       | Passeggiate ed escursioni scolastiche. Regio Ispettorato scolastico della V Circoscrizione di Bergamo | 1922                       |
| Pezzi, Cesare                         | Il gruppo delle febbri tifoidee studiato nella citologia, profilassi, clinica e terapia | 1924                       |
| Pinetti, Angelo                       | Due croci gotiche nella Basilica di Gandino e in S. Maria Maggiore a Bergamo | 1924                       |
| Pinetti, Angelo                       | Gromo S. Giacomo | 1925                       |
| Pinetti, Angelo                       | Il pittore Paolo Vincenzo Bonomini e le sue decorazioni nella villa Salvi-Tacchi di Scano al Brembo | 1924                       |
| Pinetti, Angelo                       | Opere d'arte nella chiesa del Carmine a Bergamo | 1925                       |
|                                       | Ricordo e dolore: necrologio del Nobil Uomo Comm. Alessandro Colleoni e della Nobil Donna Maria Colleoni dei conti Parravicini di Parravicino | 1928                       |
|                                       | Rivista sociale della Società Atalanta e Bergamasca | 1922-1923                  |
| Rota, don Giuseppe                    | Andrea Fantoni nel 190º anniversario della sua morte | 1924                       |
| Rota, don Giuseppe                    | Clusone | 1927                       |
| Salt, Alberto P.                      | Manuale dell'agente e consigli pratici ai produttori di assicurazioni sulla vita | 1925                       |
| Sachero, Giacinto                     | L'artiglieria nella battaglia odierna | 1920                       |
|                                       | (Lo) schermo: periodico cinematografico quindicinale | 1921                       |
|                                       | (La) settimana commerciale: rivista settimanale di commercio e industria | 1923                       |
| Terzi, Gabriele                       | Un gentiluomo bergamasco nella campagna di Russia del 1812 | 1928                       |
|                                       | (La) voce di Poscante: bollettino parrocchiale | 1917                       |
| Vidoni, Giuseppe                      | Fondamenti di assistenza psichiatrica | 1923                       |
| Zavattari, Edoardo                    | Malattie parassitarie, Milano: A. Wassermann e Bergamo: A. Savoldi | 1928                       |
| Zimolo, Giulio Cesare                 | Treviglio e la Ghiara d'Adda nella guerra di Cambrai (1509) | 1927                       |
| Zimolo, Giulio Cesare                 | Pontida | 1926                       |